# Martha's Vineyard
Martha's Vineyard is een eiland bij de Verenigde Staten, ten zuiden van Cape Cod. Het maakt deel uit van de staat Massachusetts. De bewoners van New England noemen het eiland soms simpelweg the Vineyard (de wijngaard). Martha's Vineyard was in vroeger tijden bekend om de walvisvaart en de grote dovengemeenschap die er woonde.
Nu geniet het eiland vooral faam als een zomerverblijf voor toeristen en rijke mensen, wegens het aangename klimaat en de mooie stranden. Onder andere Bill Clinton en David Letterman komen er regelmatig.

## Geschiedenis
Oorspronkelijk werd Martha's Vineyard bewoond door de Wampanoag-indianen. Het eiland heette in hun taal '’Noepe", wat '’land in de stroming" betekent. Er woont nog steeds een aanzienlijk aantal indianen op het eiland.
In 1602 onderzocht de Engelse ontdekkingsreiziger Bartholomew Gosnold het eiland. Hij vond er grote oppervlaktes begroeid met wilde druiven en noemde het eiland Martha's Vineyard (letterlijk: "Martha's wijngaard"), naar zijn dochter Martha. De wilde druif gedijt goed in het zachte klimaat.
Net zoals het vlakbijgelegen eiland Nantucket, kwam Martha's Vineyard in de 19e eeuw op de voorgrond door de walvisvaart-industrie. Schepen van over de hele wereld kwamen hierheen om op walvissen te jagen om de olie en vet die ze verschaffen.
De ontdekking van petroleum in Pennsylvania leidde in 1870 tot een bijna volledig instorten van de walvisvaart. De economie van het eiland sukkelde voort tijdens de Grote Depressie. Maar daarna bracht de stijgende reputatie als zomerverblijf voor rijken en toeristen opnieuw geld in de kas.
Het eiland is in de recente geschiedenis enkele keren internationaal onder de aandacht gekomen:
- Op 18 juli 1969 raakte senator Edward Kennedy met zijn auto van de weg, waarbij voormalig campagne-medewerkster Mary-Jo Kopechne omkwam. De auto kwam op zijn kop in het water terecht naast de Dike Bridge, een kleine brug voor voetgangers, fietsers en zo nodig noodvoertuigen naar het aan Martha's Vineyard vastgelegen Chappaquiddick Island. Deze affaire zou nog tot in de jaren tachtig de politieke loopbaan van Edward Kennedy beïnvloeden.
- John F. Kennedy jr., de zoon van John F. Kennedy, verongelukte op 16 juli 1999 met zijn privé-vliegtuig tijdens de voorbereiding voor een tussenlanding op Martha's Vineyard, in slecht weer. Ook zijn vrouw Carolyn Bessette en haar zus Lauren Bessette kwamen hierbij om het leven. Zij waren op weg naar Hyannis op Cape Cod voor de bruiloft van zijn nicht Rory Kennedy, de dochter van Robert F. Kennedy.
- In de zomer van 2000 was er een tularemie-uitbraak (een zoönose veroorzaakt door Francisella tularensis, ook bekend als konijnen-koorts), met één dodelijk slachtoffer. Het eiland is tot nu toe de enige plek op de wereld waar tularemie-besmetting t.g.v. grasmaaien is beschreven. De resultaten van het onderzoek kunnen waardevol zijn in het voorkomen van bioterrorisme.
- President Barack Obama ging van 2009 tot en met 2019 met uitzondering van 2012 telkens in augustus voor een, twee of drie weken op vakantie naar Martha's Vineyard.[1] In 2019 kochten ze er een eigen woning.
- In september 2022 kwam het eiland in het nieuws nadat gouverneur DeSantis van Florida een groep vluchtelingen onder valse voorwendselen vanuit Texas naar Martha’s Vineyard had gebracht. Hen was woonruimte en werk in Boston beloofd.[2]

Verder is Martha's Vineyard ook bekend geworden als de locatie waar in 1974 de succesfilm Jaws van Steven Spielberg is gefilmd. Het plaatsje Edgartown werd in de film gebruikt als de fictieve badplaats Amity. Ook een aantal scènes uit Jaws 2 en Jaws: The Revenge werd op het eiland gefilmd.

## Gebarentaal
Op Martha's Vineyard was vroeger een extreem hoog percentage van de bevolking doof. Een op de 115 bewoners was doof, tegenover 1 op de 6000 mensen in de rest van de VS. Onderzoekers kwamen erachter dat de eerste kolonisten uit het begin van de 18e eeuw een gen in hun DNA met zich meebrachten, dat doofheid veroorzaakt.
Door de geïsoleerde ligging van het eiland ontwikkelde de dovengemeenschap een eigen gebarentaal, de Martha's Vineyard Sign Language (MVSL). Deze gebarentaal vindt haar oorsprong in Engeland, waar de meeste kolonisten vandaan kwamen. Samen met de Franse Gebarentaal (LSF) heeft de MVSL een grote invloed gehad op de hedendaagse Amerikaanse Gebarentaal (ASL).
De MVSL werd in de loop van de tijd vervangen door ASL. Doofheid komt op de Vineyard tegenwoordig (bijna) niet meer voor door de instroom van nieuw bloed.